# Heo Young-saeng
Dans ce nom coréen, le nom de famille, Heo, précède le nom personnel.
Pour les articles homonymes, voir Heo.
Heo Young Saeng (Hanja : 許永生 ; Hangeul : 허영생), né le 3 novembre 1986 à Gochang, est un chanteur et danseur sud-coréen, et membre du boys band SS501.

## Carrière

### Débuts
Heo a débuté en tant que stagiaire à la SM Entertainment, avant de rejoindre la DSP Entertainment et commencer ses débuts de chanteur au sein du groupe SS501, le 8 juin 2005.
En 2006, il travaille comme DJ au programme radio SS501's Youngstreet sur la radio-télédiffusion Seoul Broadcasting System (SBS) avec son partenaire de SS501, Park Jung-min, de mai 2006 à août 2006. Kim Kyu-jong prend sa place le 21 août 2006 car Young Saeng doit se faire opérer du larynx.
En 2008, comme Park Jung-min joue dans la comédie musicale Grease, et Kim Hyun-joong dans la série télévisée Boys Over Flowers, l'album des SS501 qui devait sortir fin d'année 2008, est repoussé à juillet 2009. Une sous-unité est donc formée, du nom de Triple S, dans laquelle on trouve Heo Young Saeng, Kim Kyu-jong et Kim Hyung-jun. Ce nom fut rapidement abandonné car ils pensent n'être que 5 membres ne faisant plus qu'un, peu importe les conséquences. Ils continuent donc sous le nom de SS501 et sortent le 25 novembre 2008 un mini-album appelé Ur Man. Le trio SS501 remporte plusieurs trophées (les premiers trophées de l'année 2009).
Young Saeng a composé et écrit la chanson suivante, 사랑인거죠 (Is it Love ?, (Est-ce l'amour ?)). Il a écrit ce single pendant les activités du groupe au Japon en 2007. Il est d'ailleurs le premier membre à avoir composé une chanson pour leur album. Heo a également écrit les paroles de Green Peas, qui est inclus dans le mini-album des SS501, Rebirth, et 영원 토록 (For Eternity/Until Forever/Forever), inclus dans l'album Destination. 영원 토록 est à l'origine une chanson de mariage.
Après avoir fini la promotion de Ur Man, Triple S s'attaque à 내 머리가 나빠서 (Because I'm stupid), qui est la bande originale de Boys Over Flowers. Cette chanson est très bien accueillie par les netizens à la suite du succès de la série. Ils gagnent le prix de « La Chanson du mois » (février), à la cérémonie du 32e Cyworld Digital Music Awards le 28 mars 2009, avec environ 110 000 téléchargements.

### Juin 2010: Arrêt du contrat avec la DSP Entertainment et continuation en solo
En juin 2010, à cause de l'expiration du contrat du groupe avec la DSP Entertaiment, les SS501 doivent se séparer. Tous les membres ont par la suite signé des contrats avec d'autres labels, et poursuivent donc chacun une carrière en solo, mais les cinq membres promettent de tout faire pour maintenir les activités du groupe.
Heo avait prévu de se lancer dans une carrière solo le 28 avril 2011, mais a dû reporter après s'être tiré les ligaments de la main droite pendant la pratique d'une danse.
Il est en mai 2011 une guest star de la téléréalité coréenne Good Sunday, diffusée sur SBS en Corée du Sud.
Son premier mini-album Let It Go, sort le 12 mai 2011, dans lequel on peut trouver une de ses chansons en featuring avec  Kim Kyu-jong et HyunA (du girl group 4Minute).
Du 3 novembre au 3 décembre 2011, il joue dans le spectacle musical Les Trois Mousquetaires (The Three Musketeers) au théâtre de Broadway.

### 2012: Comeback desSS501
Kim Hyun-joong, le leader, a annoncé lors d'une interview début 2012 que le groupe sera de retour avec une tournée et un nouvel album en fin d'année. En raison du service militaire de Kyu Jong, le comeback est repoussé à plus tard, aucune date fixe n'a été révélée.

### 2012:SOLO
Le 22 mai 2012, Heo Young Saeng réapparaît avec un nouvel album très différent de « Let it Go », intitulé SOLO et sa chanson titre Crying, écrite par Steven Lee, qui a auparavant composé les chansons Love Ya et Love Like This des SS501. Composé de cinq titres, dont Crying, l'album est produit à la fois par LOEN Entertainment et B2M Entertainment.

## Discographie

### Solos
SS501
- Hajimete Miru Sora Datta (はじめて見る空だった) (Kokoro, août 2007)
- Is It Love ? (사랑인거죠) (Ur Man, novembre 2008)
- Nameless Memories (이름없는 기억) (SS501 Solo Collection, juin 2009)
- My Baby You (en anglais, juin 2010)

En dehors du groupe
- 2011 : Let It Go
- 2012 : Crying

### Albums
| Année | Informations sur l'album                                                                         | Liste des titres |
| ----- | ------------------------------------------------------------------------------------------------ | --- |
| 2011  | Let It Go - 1er mini-album - Sortie : 12 mai 2011 - Label : B2M Entertainment - Langage : Coréen | 1. Out The Club (feat Tae wan) 2. Let It Go (feat HyunA) 3. Rainy Heart (부제: 비가 내리던 그 어느날) (feat Kim Kyu-jong) 4. I'm Broken 5. Let It Go (Instrumental) |

| Année | Informations sur l'album                                                                                        | Liste des titres                                                                                                   |
| ----- | --- | --- |
| 2012  | SOLO - 2e mini-album, - Sortie : 22 mai 2012 - Label : LOEN Entertainment, B2M Entertainment - Langage : Coréen | 1. Intimidated 2. Crying (chanson titre) 3. Maria (Tree Tears) 4. Hello Mello (Only Love) 5. Crying (Instrumental) |

### DVD
- Mars 2011 - Young Saeng & Kyu Jong: Summer and Love (version japonaise seulement)[10]
- Septembre 2011 - Heo Young Saeng - First Solo Story[11]
- Décembre 2011 - Young Saeng & Kyu Jong - 2012 Double Attraction (Limited Edition)[12]

## Télévision

### Sitcoms
- 2012 : Sent from Heaven - I Need A Fairy (KBS2)